# Thomas Smith (Politiker, vor 1782)
Thomas Smith  (* vor 1782 in Pennsylvania; † 29. Januar 1846 in Darby, Pennsylvania) war ein US-amerikanischer Politiker. Zwischen 1815 und 1817 vertrat er den Bundesstaat Pennsylvania im US-Repräsentantenhaus.

## Werdegang
Smiths Geburtsdatum und sein genauer Geburtsort sind nicht überliefert. Auch über seine Kindheit und Jugend sowie seine Schulausbildung ist nichts bekannt. Er lebte in Tinicum im Delaware County. Politisch wurde er Mitglied der Ende der 1790er Jahre von Alexander Hamilton gegründeten Föderalistischen Partei. In den Jahren 1806 und 1807 saß er als Abgeordneter im Repräsentantenhaus von Pennsylvania.
Bei den Kongresswahlen des Jahres 1814 wurde Smith im ersten Wahlbezirk von Pennsylvania in das US-Repräsentantenhaus in Washington, D.C. gewählt, wo er am 4. März 1815 die Nachfolge von William Anderson antrat. Bis zum 3. März 1817 konnte er eine Legislaturperiode im Kongress absolvieren. Seit 1815 lebte er in Darby. Zum Zeitpunkt seines Todes am 29. Januar 1846 war er dort Friedensrichter.